# Obolcola lindneri
Obolcola lindneri är en fjärilsart som beskrevs av Fletcher 1958. Obolcola lindneri ingår i släktet Obolcola och familjen mätare. Inga underarter finns listade i Catalogue of Life.